# Saint-Didier-d'Aussiat
Saint-Didier-d'Aussiat è un comune francese di 857 abitanti situato nel dipartimento dell'Ain della regione dell'Alvernia-Rodano-Alpi.

## Società

### Evoluzione demografica
Abitanti censiti